# Suprimir (tecla)
La tecla Supr o suprimir es una tecla de la mayoría de los teclados de computadora que normalmente se usa para borrar (en modo de texto) el carácter delante o debajo del cursor, o (en modo GUI) el objeto seleccionado actualmente. A veces se hace referencia a la tecla como la tecla "borrar hacia adelante". Esto se debe a que la tecla de retroceso también elimina caracteres, pero a la izquierda del cursor.

## Posición y etiquetado en teclados
La tecla aparece en los teclados de PC compatibles con IBM, etiquetado como Supr y Del o Delete en idioma inglés, a veces acompañado de un símbolo de flecha extendida hacia la derecha. Existe un símbolo dedicado para "eliminar" como U+2326 ⌦ pero su uso como etiqueta de teclado no es universal. Sin embargo, a veces la tecla etiquetada Delete realiza la función de Retroceso en su lugar, por ejemplo, en algunos teclados de Apple.
En otros casos, la tecla Supr está en su posición original arriba y a la derecha de la tecla Retroceso. Muchas computadoras portátiles agregan filas de teclas más pequeñas sobre la línea de teclas de función para compactar teclas en un teclado de tamaño no estándar. En esta fila de teclas más pequeñas, la posición de la tecla Supr se coloca en o cerca del extremo derecho. En una MacBook, la función de eliminar hacia adelante se puede lograr usando la combinación de teclas Fn+← Retroceso   o simplemente Control+D.
La tecla Supr suele ser más pequeña y su ubicación es menos conveniente que la tecla Retroceso, y en los teclados donde el espacio es limitado, por ejemplo, aquellos que omiten el teclado numérico o en los teclados virtuales de los dispositivos móviles, a menudo se omite por completo.
En algunos teclados compactos (por ejemplo, el Happy Hacking Keyboard de 60 teclas), la tecla Supr reemplaza a la tecla Retroceso convencional, y la función Retroceso se logra manteniendo presionados las teclas Fn y Supr.

## Usos
Cuando se pulsa en el teclado de una computadora durante la edición de texto o comando, la tecla Suprimir (Supr), descarta el carácter que se encuentra delante de la posición del cursor y mueve todos los caracteres siguientes una posición "hacia atrás" hacia el espacio que quedó libre. 
La tecla suprimir a menudo funciona como un comando genérico para eliminar objetos seleccionados, debido a que muchas aplicaciones con interfaz gráfica utilizan la tecla para eliminar contenidos visuales, por ejemplo, un archivo en un explorador de archivos, un bloque de texto de un procesador de texto o una imagen incrustada en un documento. En los teclados Apple, tanto la tecla de borrar hacia adelante como la tecla de borrar (retroceso) tienen el mismo efecto cuando se presionan mientras se selecciona un objeto.
En sistemas Unix-like, la tecla Suprimir generalmente se asigna a ESC[3~ que es el código de escape del VT220 para la tecla "borrar carácter".
La tecla suprimir, en muchas placas base modernas, también funciona para abrir la pantalla de configuración del BIOS cuando se presiona después de iniciar la computadora.
En las aplicaciones GUI en las que la tecla Supr está habilitada, especialmente en los exploradores de archivos, al presionarla no necesariamente se elimina inmediatamente el objeto seleccionado, pero a menudo aparecerá un cuadro de diálogo de confirmación para permitir que el usuario cancele la eliminación. Si se confirma su borrado, el elemento es movido a una "papelera de reciclaje" o equivalente, para que pueda recuperarse más tarde. En otro contexto, la función Deshacer a menudo puede revertir una eliminación.

## Asignación de teclas alternativa
Como muchos teclados de Apple carecen de una tecla dedicada para la función de eliminación hacia adelante, los usuarios de Mac que deseen tener una tecla de ese estilo pueden reasignar la función de eliminación hacia adelante a una tecla diferente utilizando varias aplicaciones de terceros, como DoubleCommand, Karabiner o PowerKey. Por ejemplo, instalar y habilitar la aplicación DoubleCommand le permite al usuario usar Barra inversa, ⇪ Bloq Mayús o ↵ Entrar como teclas de borrado hacia adelante.